# クレオパトラ・ストラタン

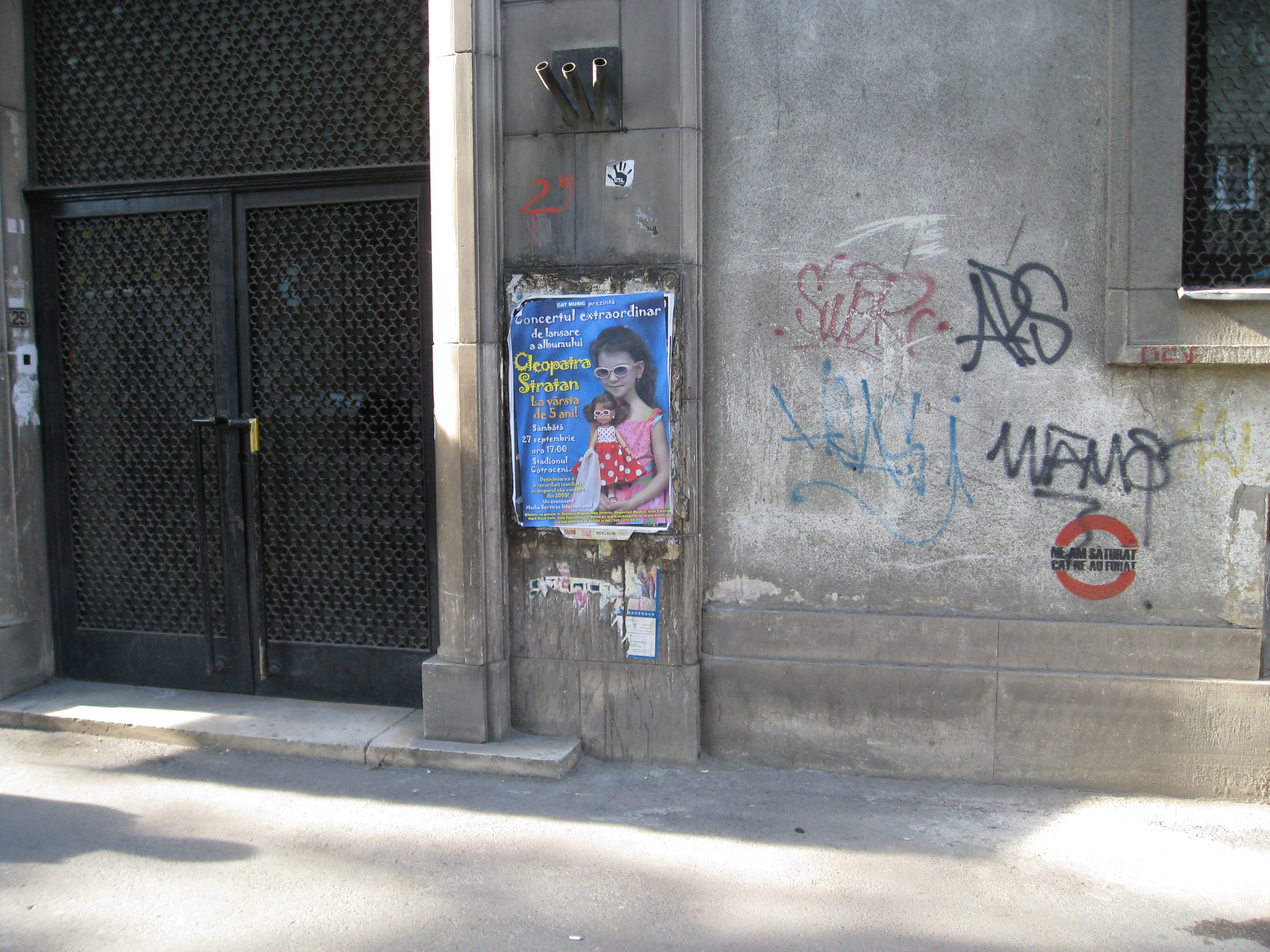
ブカレストの街路に貼られたそのポスター（2008年9月）

クレオパトラ・ストラタン（Cleopatra Stratan、2002年10月6日 - ）は、モルドバ共和国出身で、ルーマニアを中心に活動する女性歌手である。

## 経歴
パヴェル・ストラタンという歌手の娘としてモルドバ共和国のキシナウに生まれたクレオパトラは、その父のレコーディング・スタジオに出入りしていたときに突然その歌を披露したことで、3歳という幼さにして歌手デビューを果たすこととなった。
デビュー曲にあたる「恋のギツァ」（Ghiţă）が、2006年のルーマニアのシングルチャートで6週連続1位を記録。デビュー・アルバムにあたる『恋のギツァ』（La vârsta de 3 ani、意味は「3歳という年齢で」）は、同年にルーマニア国内だけで15万枚を売り上げる。
いつしか単独のコンサートを開催するようにもなり、その知名度は一躍広まった。
日本盤は、2007年4月18日に、マキシシングルとDVD付きCDがポニーキャニオンから同時リリースされた。

## ディスコグラフィ

### スタジオ・アルバム
- 『恋のギツァ』 - La vârsta de 3 ani (2006年、Cat Music)
- La vârsta de 5 ani (2008年、Cat Music)
- Crăciun Magic (Magic Christmas) (2009年、Cat Music) ※クリスマス・アルバム
- Melodii Pentru Copii (2012年、Cat Music)